# Przysłop Potucki
Przysłop Potucki (845 m), Przysłop Potócki – przełęcz w Grupie Wielkiej Raczy w Beskidzie Żywiecko-Kisuckim, pomiędzy szczytami Bendoszki Wielkiej (1144 m) i Praszywki Dużej (1043 m).
Na przełęczy znajduje się hala z szałasami i dużymi zabudowaniami pasterskimi. Hala jest wypasana i rozstawiane są na niej koszary. Od 2007 roku na przełęczy prowadzona jest Studencka Baza Namiotowa Przysłop Potócki.
Przełęcz znajduje się w granicach miejscowości Rycerka Górna w województwie śląskim, w powiecie żywieckim, w gminie Rajcza. W regionalizacji fizycznogeograficznej Polski według Jerzego Kondrackiego Grupa Wielkiej Raczy zaliczana jest do Beskidu Żywieckiego, w nowszej polskiej regionalizacji z 2018 roku do Beskidu Żywiecko-Kisuckiego.

## Szlaki turystyczne
przełęcz Przegibek – schronisko PTTK na Przegibku – Będoszka – Przysłop Potucki – Praszywka Duża – Rycerka Dolna – Sól stacja kol.